# 온스섬

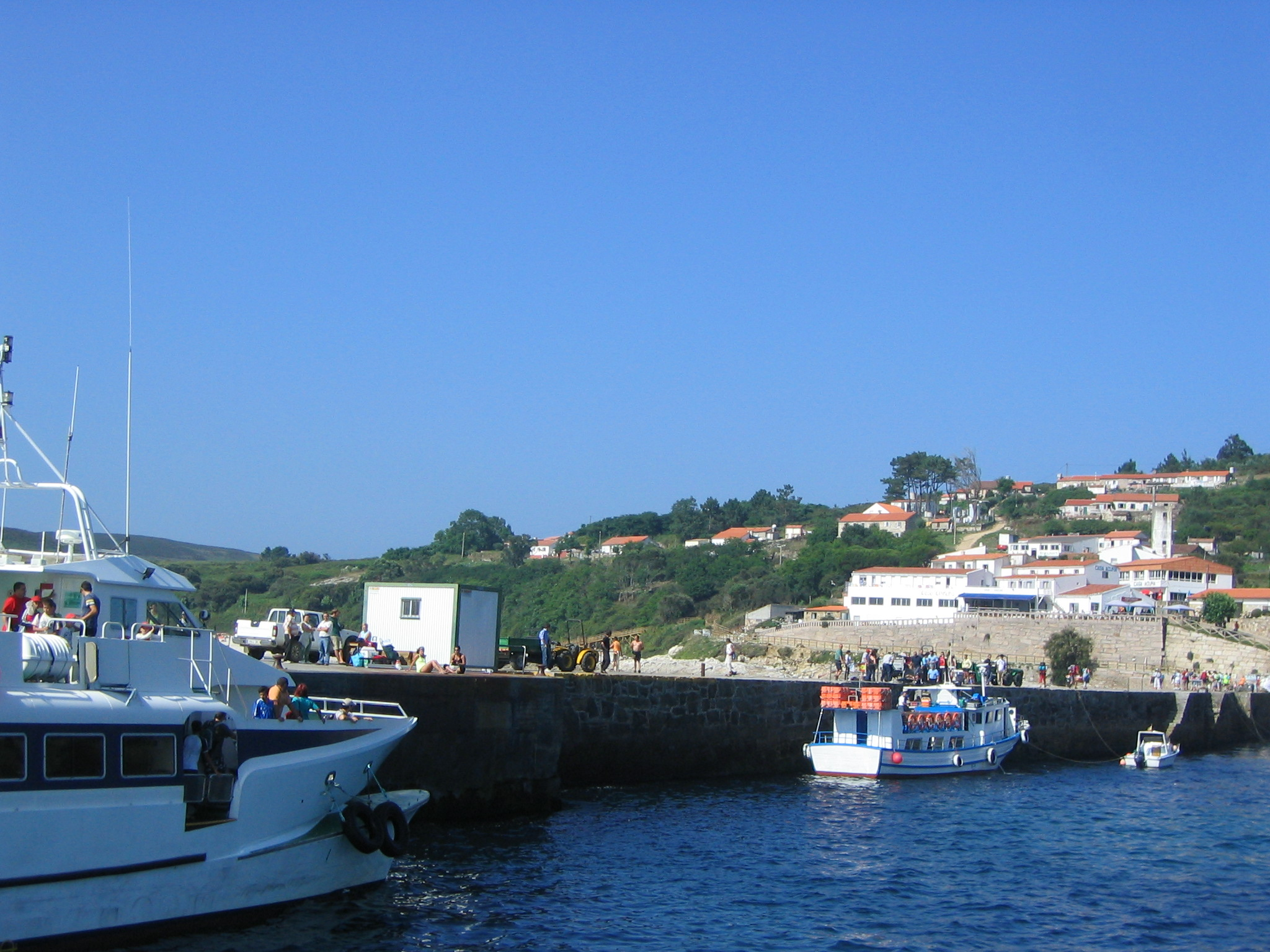
온스 섬의 항구 모습

온스섬(스페인어: Isla de Ons, 갈리시아어: Illa de Ons)은 스페인 갈리시아 지방 폰테 현 앞바다 (대서양)에 있는 온스 제도의 주요 섬으로, 유인도이다. 2013년 기준으로 인구는 81명이며, 행정 구분으로는 부에우에 속해있다.